# Колотиловка (село)
Колотиловка — село в Краснояружском районе Белгородской области России. Административный центр Колотиловского сельского поселения. В связи с Российскими вторжением в Украину село находится в прифронтовой зоне 

## География
Село расположено в западной части Белгородской области, в 12,5 км по прямой к западу от районного центра Красной Яруги — на границе с Украиной. Также в Краснояружском районе имеется населённый пункт с однокоренным названием — хутор Колотиловский.

## История
Колотиловка упомянута еще в «Описании новопостроенного города Суджи 1665 г.».
Документ 1676 года рассказывает о «наделении Хотмыжского монастыря» земельными владениями в «дачах села Колотиловки».
В 1676 году в селе Колотиловке, на берегу красивого пруда, была построена церковь. По воспоминаниям старожилов, люди селились на западной стороне пруда, рядом с церковью.
Обозначено село и на карте Хотмыжского уезда 1708 года.
По состоянию на 1884 год в селе имелись трактир, две торговые лавки, школа, деревянная церковь.
В 1885 году завершили строительство кирпичной церкви и церковно-приходской школы.
С приходом Советской власти храм был упразднён.
В октябре 1941 года в Колотиловку пришли немецко-фашистские войска, изгнаны подразделениями РККА в феврале 1943 года.
В 1966 году построена новая средняя школа.
В 2001 году в Кoлoтилoвке пoстрoен новый храм пo прoекту архитектoра Н.А. Мoлчанoва. Oсвящен архиепискoпoм Белгoрoдским и Старooскoльским Иoаннoм.

## Население
В 1779 году в Колотиловке проживало «422 души».
В сентябре 1884 года в селе Колотиловка Вязовской волости Грайворонского уезда — 313 крестьянских дворов (311 изб), 2018 жителей (1026 мужчин, 992 женщины).
В январе 1932 года в селе насчитывалось 2785 жителей.
По состоянию на 2010 год в селе 371 житель.
| 2002 | 2010 |
| ---- | ---- |
| 406  | ↘371 |

## Образование, культура
- Образовательный комплекс «Слобожанщина» - малокомплектная школа с детским садом, открытая в 2020 году на месте старой девятилетки. Уникальность сельского учреждения состоит в том, что оно включает в себя современные лингафонные кабинеты, студию робототехники, мастерские, спортивную инфраструктуру. Обучение ребят организовано по индивидуальным траекториям[6].
- Историко-культурный комплекс «Новая слобода» — этнографическая деревня с мельницами (по состоянию на сентябрь 2020 года возводится)[6].

## Достопримечательности
- Памятник воинам, погибшим при освобождении села Колотиловки. Установлен в 1985 году в честь 40-летия Победы в Великой Отечественной войне[7].

## Уроженцы Герои Советского Союза и Герои Социалистического Труда
- Халенко, Василий Иванович (1924—2002) — Герой Советского Союза (1944).
- Богацкая, Любовь Антоновна (1917—1994) — Герой Социалистического Труда (22.03.1966).